# Prosthiostomum
Prosthiostomum es un género de gusanos planos marinos del orden Polycladida. Sus especies se distribuyen en aguas tropicales y templadas de los océanos Atlántico e Indo-Pacífico.

## Especies
El Registro Mundial de Especies Marinas reconoce las siguientes especies en el género:
- Prosthiostomum asiaticum Kato, 1937
- Prosthiostomum aurantiacum (Collingwood, 1876)
- Prosthiostomum awaensa Yeri & Kaburaki, 1918
- Prosthiostomum capense Bock, 1931
- Prosthiostomum collare (Stimpson, 1855)
- Prosthiostomum collaris (Stimpson, 1855)
- Prosthiostomum constipatum Stimpson, 1857
- Prosthiostomum cooperi Laidlaw, 1902
- Prosthiostomum crassiusculum Stimpson, 1857
- Prosthiostomum cribrarium Stimpson, 1857
- Prosthiostomum cyclops (Verrill, 1901)
- Prosthiostomum cynarium Marcus, 1950
- Prosthiostomum dohrni Lang, 1884
- Prosthiostomum dohrnii Lang, 1884
- Prosthiostomum elegans Laidlaw, 1902
- Prosthiostomum formosum Kato, 1943
- Prosthiostomum gilvum Marcus, 1950
- Prosthiostomum grande Stimpson, 1857
- Prosthiostomum griseum Hyman, 1959
- Prosthiostomum komaii Kato, 1944
- Prosthiostomum latocelis Hyman, 1953
- Prosthiostomum lineatum Meixner, 1907
- Prosthiostomum lobatum Pearse, 1938
- Prosthiostomum macrorhynchum (Schmarda, 1859)
- Prosthiostomum maculatum Haswell, 1907
- Prosthiostomum marmoratum Yeri & Kaburaki, 1918
- Prosthiostomum milcum Marcus & Marcus, 1968
- Prosthiostomum montiporae Poulter, 1975
- Prosthiostomum multicelis Hyman, 1953
- Prosthiostomum nationale Plehn, 1896
- Prosthiostomum notoensis Kato, 1944
- Prosthiostomum nozakensis Kato, 1944
- Prosthiostomum obscurum (Stimpson, 1855)
- Prosthiostomum ostreae Kato, 1937
- Prosthiostomum pallidum Laidlaw, 1903
- Prosthiostomum parvicelis Hyman, 1939
- Prosthiostomum pellucidum (Grube, 1840)
- Prosthiostomum purum Kato, 1937
- Prosthiostomum rubropunctatum Yeri & Kaburaki, 1918
- Prosthiostomum sadoensis Kato, 1944
- Prosthiostomum sancum Du Bois-Reymond Marcus, 1965
- Prosthiostomum siphunculus (Delle Chiaje, 1822)
- Prosthiostomum sonorum Kato, 1938
- Prosthiostomum sparsum (Stimpson, 1855)
- Prosthiostomum suzakiensis Kato, 1944
- Prosthiostomum tenebrosum Stimpson, 1857
- Prosthiostomum trilineatum Yeri & Kaburaki, 1920
- Prosthiostomum utarum Marcus, 1952
- Prosthiostomum vulgare Kato, 1938
- Prosthiostomum wagurensis Kato, 1944
- Prosthiostomum yeri Kato, 1937

Especies reclasificadas por sinonimia:

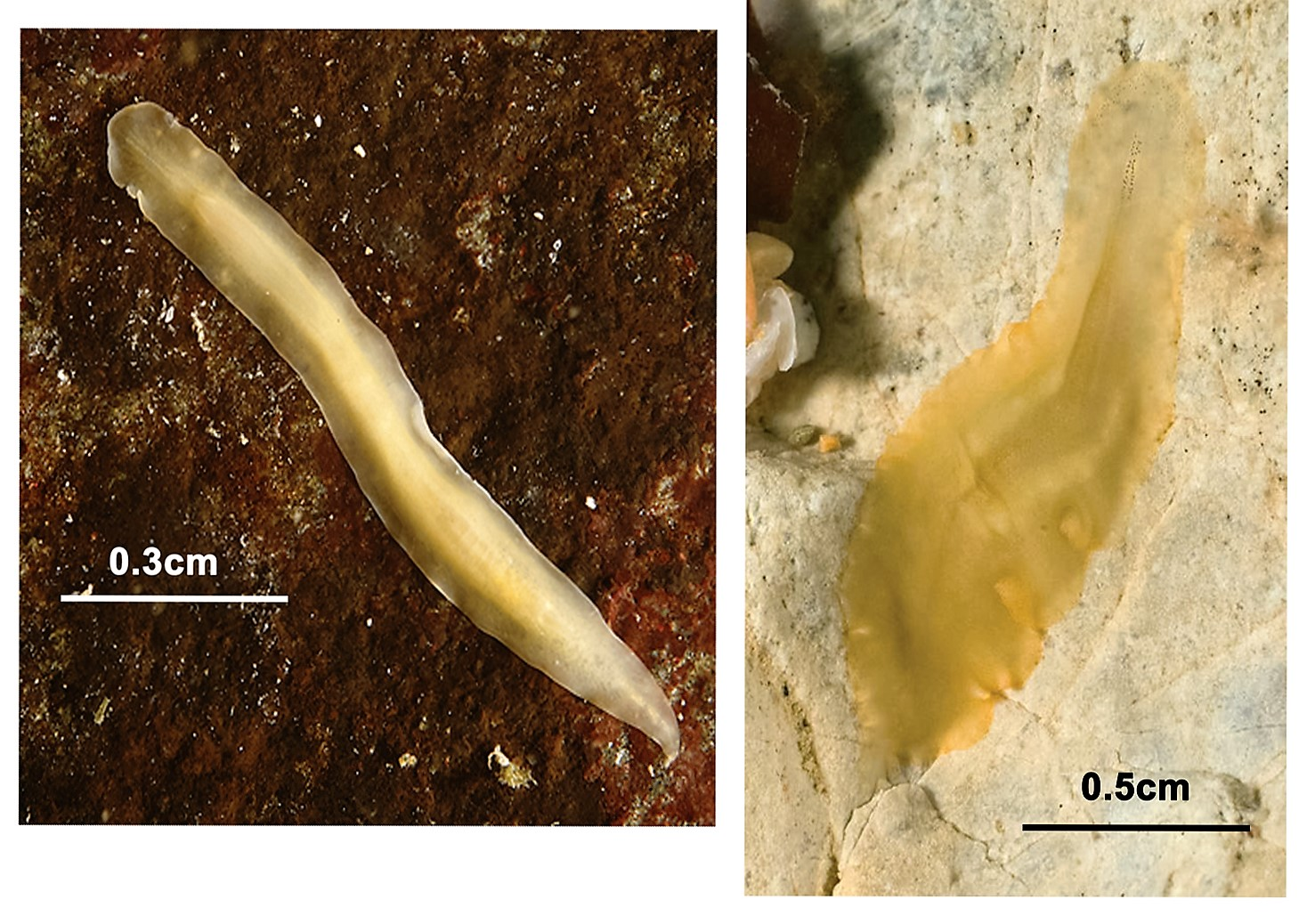
Ejemplares de Prosthiostomum siphunculus en la Ría de Arosa, España

- Prosthiostomum affine Stimpson, 1857 aceptada como Prosthiostomum grande Stimpson, 1857
- Prosthiostomum angustum Bock, 1913 aceptada como Euprosthiostomum angustum (Bock, 1913)
- Prosthiostomum arctum Quatrefage, 1845 aceptada como Prosthiostomum siphunculus (Delle Chiaje, 1822)
- Prosthiostomum auratum (Kato, 1937) aceptada como Prosthiostomum siphunculus (Delle Chiaje, 1822)
- Prosthiostomum awaense Yeri & Kaburaki, 1918 aceptada como Prosthiostomum awaensa Yeri & Kaburaki, 1918
- Prosthiostomum bellum Kato, 1939 aceptada como Euprosthiostomum bellum (Kato, 1939)
- Prosthiostomum delicatum Palombi, 1939 aceptada como Enchiridium delicatum (Palombi, 1939)
- Prosthiostomum drygalskii Bock, 1931 aceptada como Lurymare drygalski (Bock, 1913)
- Prosthiostomum elongatum Quatrefage, 1845 aceptada como Prosthiostomum siphunculus (Delle Chiaje, 1822)
- Prosthiostomum emarginatum Leuckart, 1863 aceptada como Prosthiostomum siphunculus (Delle Chiaje, 1822)
- Prosthiostomum exiguum Hyman, 1959 aceptada como Euprosthiostomum exiguum (Hyman, 1959)
- Prosthiostomum gabriellae Marcus, 1949 aceptada como Enchiridium gabriellae (Marcus, 1949)
- Prosthiostomum gracile Girard, 1853 aceptada como Euplana gracilis Girard, 1853
- Prosthiostomum hamatum Schmidt, 1861 aceptada como Prosthiostomum siphunculus (Delle Chiaje, 1822)
- Prosthiostomum katoi Poulter, 1975 aceptada como Lurymare katoi Poulter, 1975
- Prosthiostomum laetum Kato, 1938 aceptada como Euprosthiostomum laetum (Kato, 1938)
- Prosthiostomum matarazzoi Marcus, 1950 aceptada como Euprosthiostomum matarazzoi (Marcus, 1950)
- Prosthiostomum molle Freeman, 1930 aceptada como Euprosthiostomum molle (Freeman, 1930)
- Prosthiostomum monosorum (Schmarda, 1859) aceptada como Lurymare monosorum (Schmarda, 1859)
- Prosthiostomum nationalis Plehn, 1896 aceptada como Prosthiostomum nationale Plehn, 1896
- Prosthiostomum ohshimae (Kato, 1938) aceptada como Amakusaplana ohshimae Kato, 1938
- Prosthiostomum pulchrum Bock, 1913 aceptada como Euprosthiostomum pulchrum (Bock, 1913)
- Prosthiostomum russoi Palombi, 1939 aceptada como Enchiridium russoi (Palombi, 1939)
- Prosthiostomum singulare Laidlaw, 1904 aceptada como Lurymare singulare (Laidlaw, 1904)
- Prosthiostomum vulgaris Kato, 1938 aceptada como Prosthiostomum vulgare Kato, 1938
- Prosthiostomum wagurenisis Kato, 1944 aceptada como Prosthiostomum wagurensis Kato, 1944
- Prosthiostomum yerii Kato, 1937 aceptada como Prosthiostomum yeri Kato, 1937

## Morfología

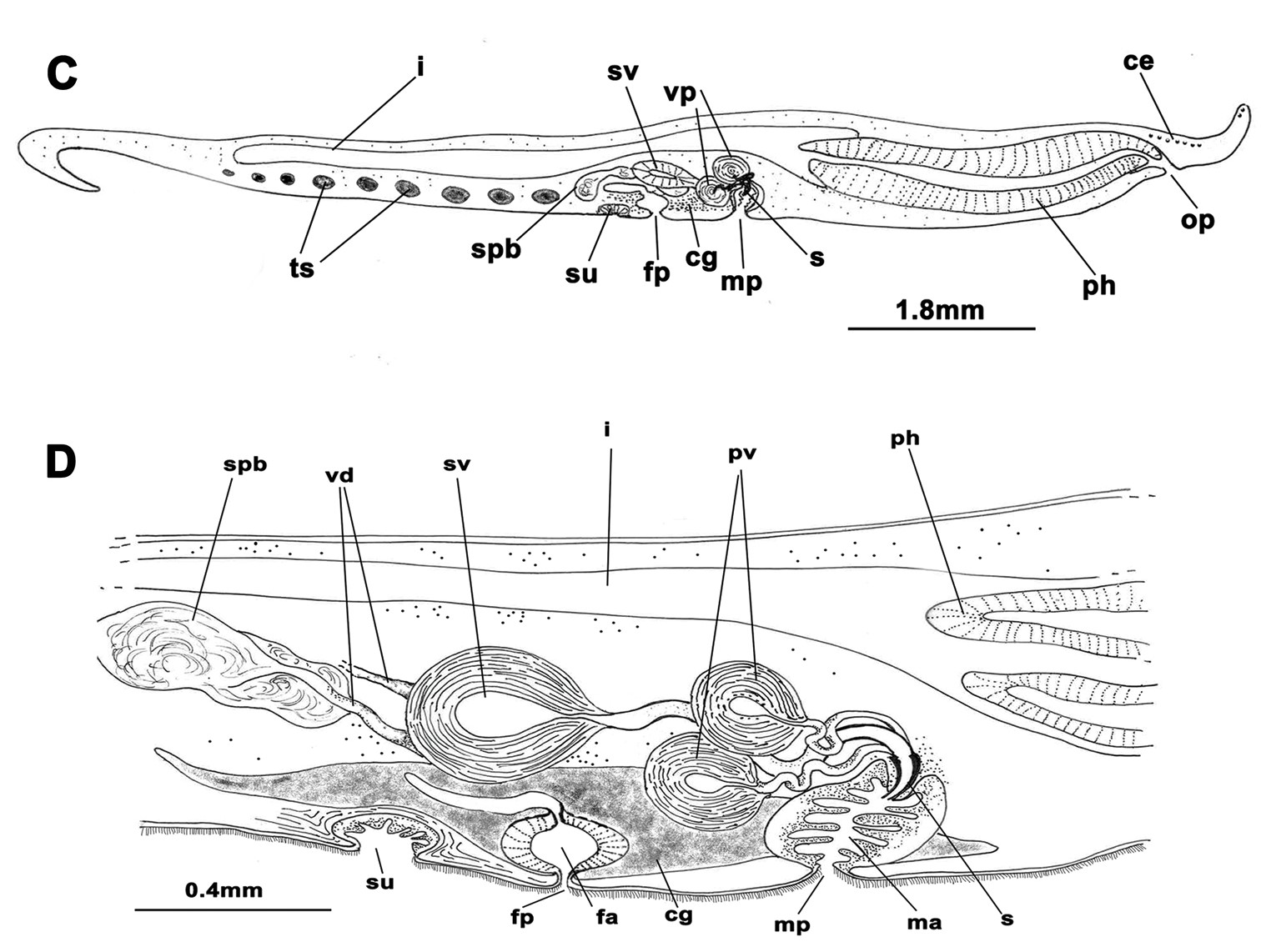
Prosthiostomum siphunculus. C: Reconstrucción sagital de un espécimen D: Reconstrucción sagital del aparato copulatorio.
Abreviaturas: ce: ojos cerebrales; cg: glándulas de cemento; fa: atrium femenino; fp: poro femenino; i: intestino; ib: ramas intestinales; ma: atrium masculino; mp: poro masculino; op: poro oral; ph: faringe; pv: vesícula prostática; s: estilete peniano; spb: bulbos de esperma; su: ventosa; sv: vesícula seminal; ts: testículos; v: vagina; vd: conducto deferente.

El cuerpo es alargado y estrecho, liso, y con el margen anterior del notum redondeado, con una pequeña extensión en forma de abanico, y el margen posterior es puntiagudo. No cuentan con pseudotentáculos en la cabeza. Presentan una banda de ojos, de unas 20 μm de diámetro, situada en el margen anterior del notum. Cuentan con dos grupos de ojos cerebrales, que, dependiendo de la edad y la especie, oscilan en número entre 22 y 64 ojos por grupo.
La boca se sitúa en la parte ventral del cuerpo, debajo del cerebro. La faringe es distintiva del género, siendo tubular y situándose cerca del margen anterior, a 1.0 mm. Las ramificaciones intestinales no se anastomosan.
Los poros masculino y femenino están claramente separados y situados detrás de la faringe. Aparato masculino con vesícula seminal orientada anteriormente, y dos vesículas prostáticas esféricas, con un epitelio glandular liso y cubierto con un revestimiento muscular grueso. El conducto deferente se abre separadamente en la vesícula seminal. Los conductos eyaculatorio y prostático son muy largos, y en forma de espiral. Papila peniana corta y armada con estilete tubular afilado.  Aparato genital femenino situado posterior al poro masculino, y se caracteriza por un atrium corto en forma de huso, una bolsa glandular de cemento, y una vagina y útero orientados hacia atrás.
El tamaño de los ejemplares maduros oscila entre 10 y 60 mm de largo, dependiendo de la edad y la especie.

## Alimentación
Son predadores carnívoros, y se alimentan de invertebrados. Hay algunas especies especializadas en su alimento, como P. montiporae que es un simbionte  coralívoro obligado del coral duro Montipora verrucosa, donde vive, realiza sus puestas de huevos, e incluso se refugian sus larvas. También alguna especie se reporta localizada entre mejillones u otros cnidarios, pero no están comprobadas estas dietas.

## Hábitat y comportamiento
Se encuentran habitualmente reptando sobre la cara superior del sustrato, bajo rocas, en fondos arenosos, y en zonas intermareales y submareales superficiales. Su rango de profundidad documentado es entre 0 y 9,5 m.

## Distribución
Se distribuyen en aguas templadas y tropicales del océano Atlántico, tanto en Florida y el Caribe, como en el Atlántico oriental, incluido el mar Mediterráneo; así como en el Indo-Pacífico.